# Кривошиї
Кривоши́ї — село в Україні, у Хмільницькій міській громаді Хмільницького району Вінницької області. Населення становить 514 осіб.
Село постраждало внаслідок Голодомору 1932—1933 рр.

## Історія
На території села комуністична влада проводила систематичний терор проти господарств, члени яких відмовлялися вступати до колгоспів. До початку Другої світової війни незалежність зберегли три родини: Чубар, Дем'янець та Пороховникових. Родина Семена Чубаря мала десять дітей, більшість із яких виїхало на каторжні роботи до післявоєнного Києва.
Киянин Федір Чубар свідчить:
| Я народився 1934 року, у селі Кривошиї. Тоді ще люди й далі голодували. Маленьким я часто їв траву та будяки - мене буквально "випасала" моя сестра, бо їсти було нічого. На траві я й виріс. Голова сільради мстився матері за те, що не була в колгоспі. Хоч вона й мала статус матері-героїні, але не давав їй належних продуктів. А коли мати принесла йому припис з району, щоб віддав, то він ту бумажку порвав у неї на очах. Дуже здівалися над нами комуняки... |
Після вигнання сталінських загонів із села, 1941 року німецька влада дала дозвіл на відкриття православної церкви. Її старостою став Семен Чубар. У 1960-тих комуністи знову закрили церкву, переслідуючи мешканців села за віру.
Абсолютна більшість селян підтримала Акт відновлення незалежності України на референдумі 1 грудня 1991.
12 червня 2020 року, відповідно до Розпорядження Кабінету Міністрів України № 707-р, «Про визначення адміністративних центрів та затвердження територій територіальних громад Вінницької області», увійшло до складу Хмільницької міської громади.
19 липня 2020 року, в результаті адміністративно-територіальної реформи і ліквідації колишнього Хмільницького району(1923-2020), село увійшло до складу новоутвореного Хмільницького району.

## Населення
Згідно з переписом УРСР 1989 року чисельність наявного населення села становила 732 особи, з яких 326 чоловіків та 406 жінок.
За переписом населення України 2001 року в селі мешкало 512 осіб.

### Мова
Розподіл населення за рідною мовою за даними перепису 2001 року:
| Мова       | Відсоток |
| ---------- | -------- |
| українська | 99,61 %  |
| російська  | 0,39 %   |

## Пам'ятки
- Снивода — гідрологічний заказник місцевого значення.

## Постаті
- Рудюк Максим Павлович — акушер-гінеколог, учасник Другої світової війни, ректор Вінницького державного медичного інституту.